# Port lotniczy Brack
Port lotniczy Brack (IATA: BTK, ICAO: UIBB) – port lotniczy położony 8 km na północ od Bracka, w obwodzie irkuckim, w Rosji.

## Kierunki lotów i linie lotnicze
| Linia lotnicza | Kierunek                                                                           |
| -------------- | ---------------------------------------------------------------------------------- |
| IrAero         | 1. Irkuck                                                                          |
| S7 Airlines    | 1. Irkuck 2. Krasnojarsk (od 2 kwietnia 2024) 3. Moskwa-Domodiedowo 4. Nowosybirsk |